# Palais Salvaghi
Le palais Salvaghi ou Salvago est un bâtiment historique italien, situé sur la piazza San Bernardo dans le centre historique de Gênes.
Le bâtiment a été inclus dans la liste des palais inscrits aux Rolli de Gênes et est soumis aux contraintes de la Surintendance du patrimoine archéologique de Ligurie depuis le 9 août 1945,.

## Histoire et description
Construit en 1532 pour Agostino et Giacomo Salvago, le palais constitua le siège représentatif de l'hôtel jusqu'en 1637, lorsqu'un emplacement différent fut confié à Bartolomeo Bianco dans la maison du numéro 1 du vico Vegetti.
Le bâtiment, œuvre de l'architecte Domenico Caranca, fut rénové en 1550 par Ottavio Semini qui, sur la façade principale, exécuta les fresques, lesquelles furent ensuite annulées avec la restauration de 1937 qui révéla des bandes bicolores et des arcs trilobés médiévaux derrière les portions de plâtre.

## Galerie

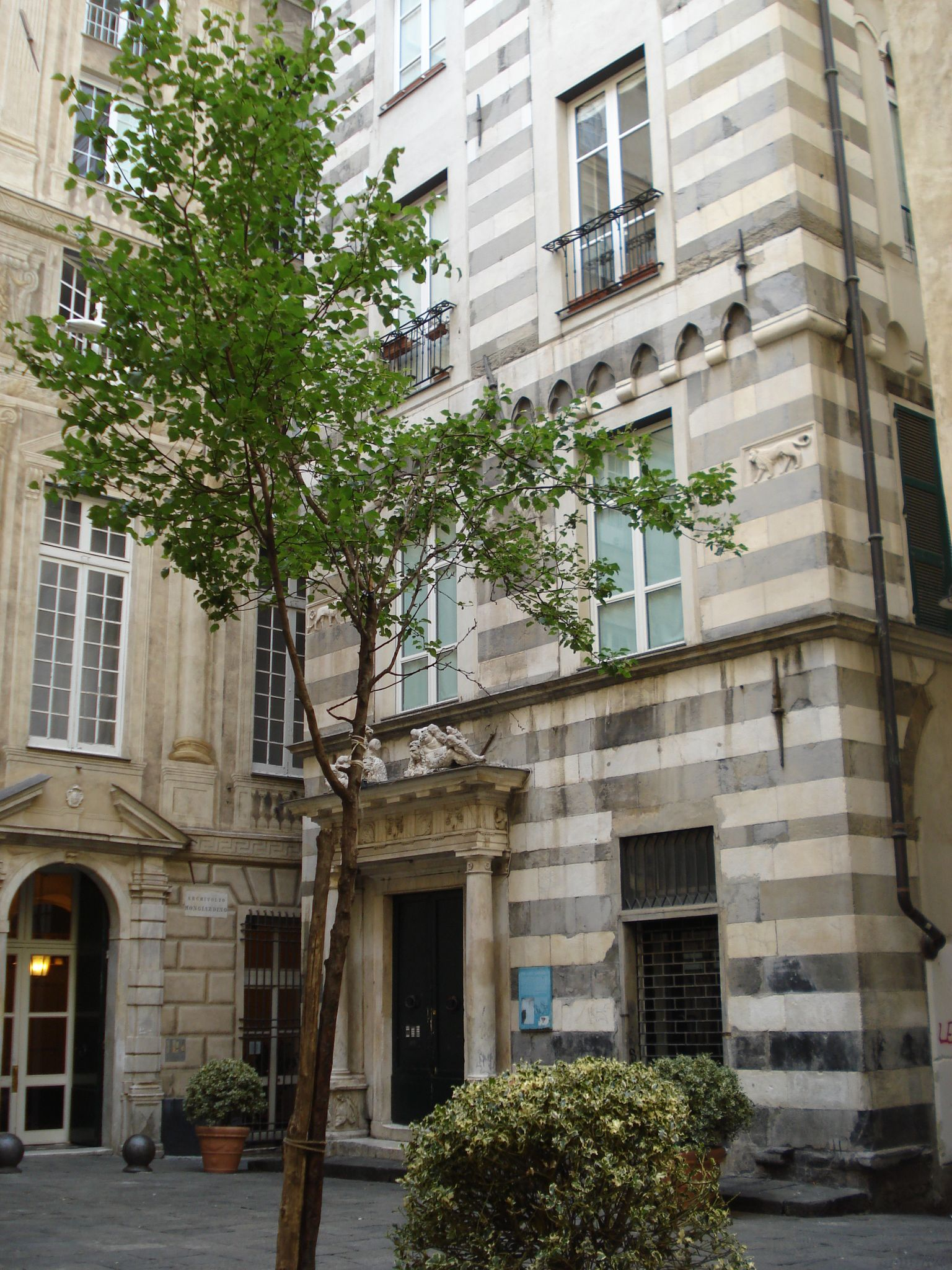
Le palais Agostino et Giacomo Salvago.
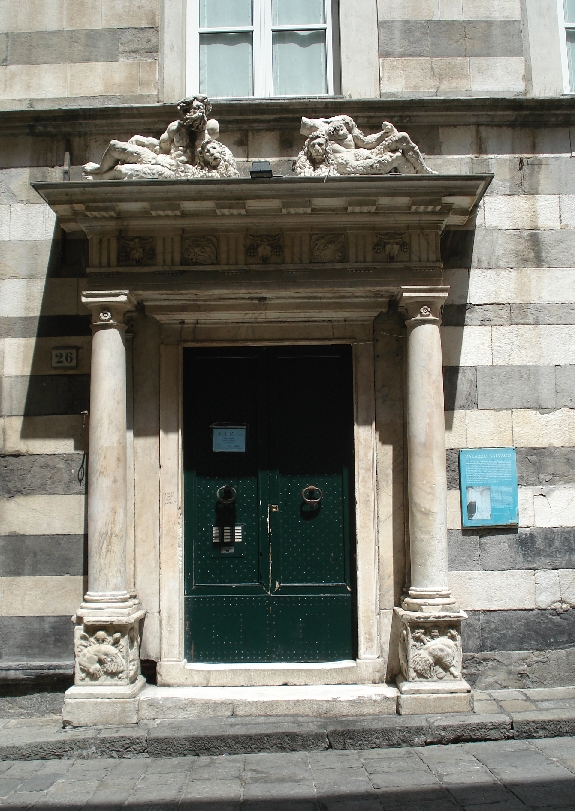
La porte d'entrée.
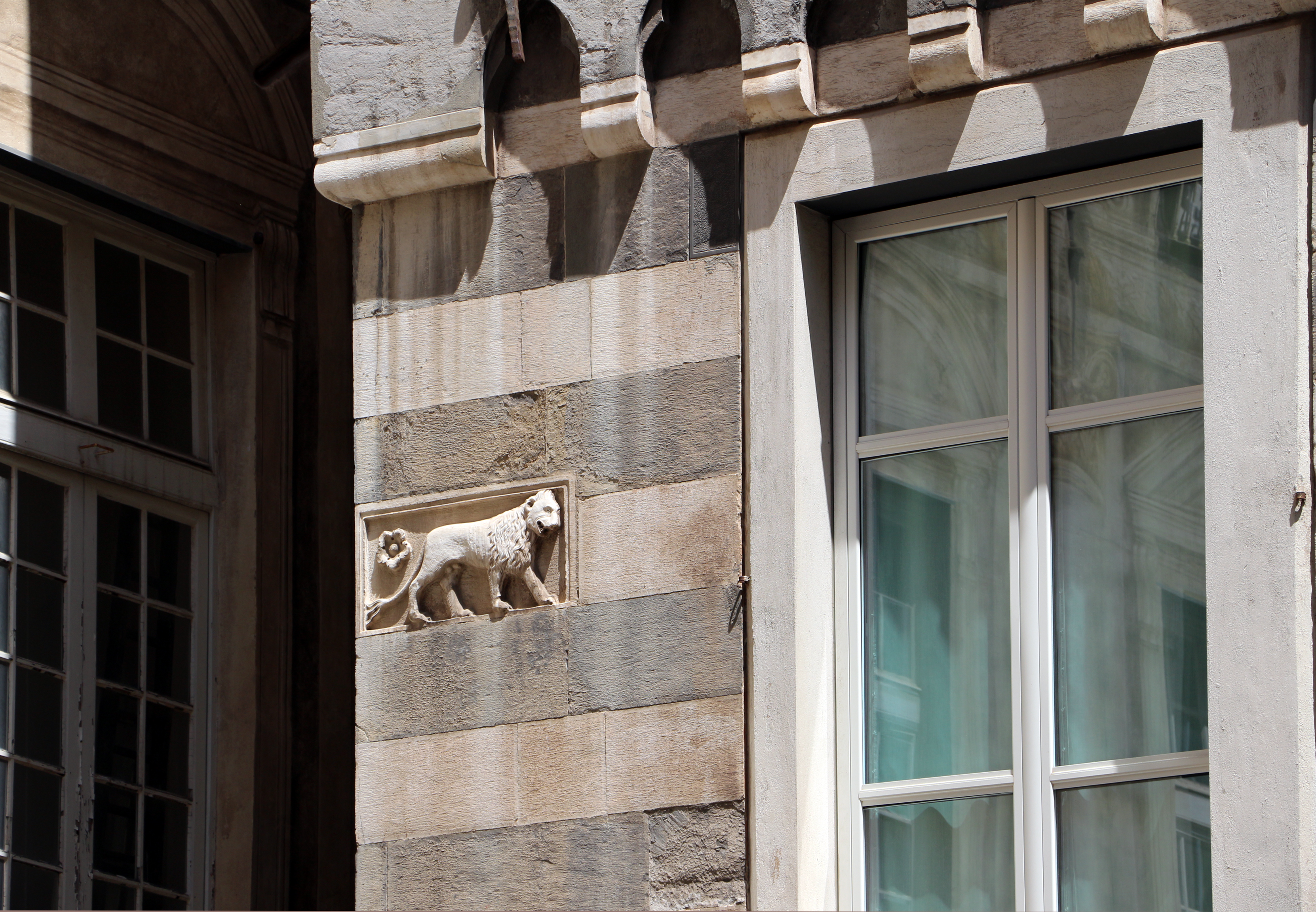
Détail d'un petit lion sculpté sur la façade.
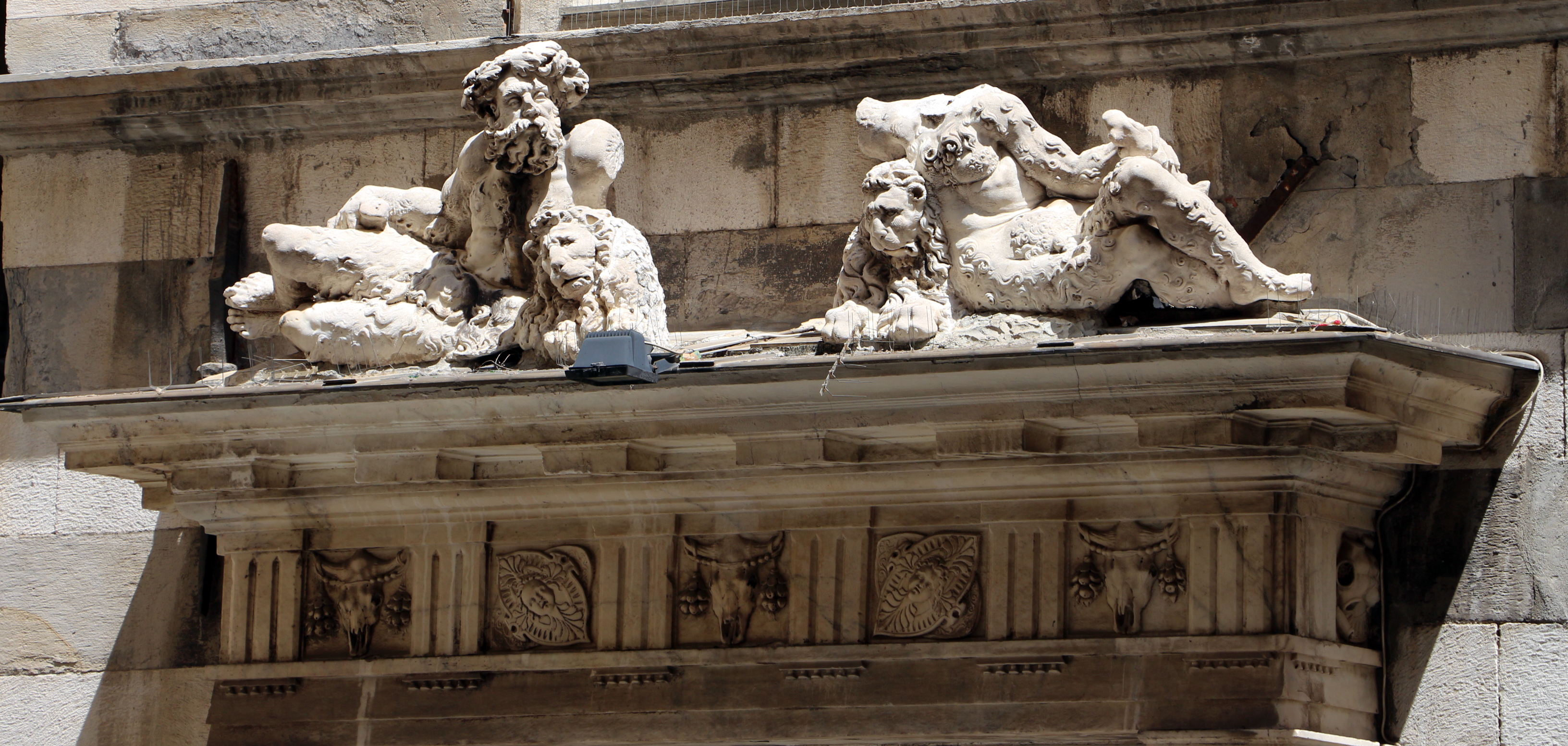
Détail des deux statues du tympan du portail.